# Kemal Denli
Kemal Denli (* 1. Januar 2000 in der Provinz Kocaeli) ist ein türkischer Fußballspieler.

## Karriere
Denlis Profikarriere begann früh: Bereits mit 15 Jahren gab er gegen Sivas Belediyespor sein Debüt, als er in der 90. Minute für Uğur Can eingewechselt wurde. Das Publikum feierte ihn bei jedem Ballkontakt, zudem spielte er trotz seines jungen Alters auffallend souverän und leistete sich keinen Fehler.